# رنو کازد
رنو کازد (Renault KZ) خودرویی است که در سال‌های ۱۹۲۳ تا ۱۹۳۱توسط رنودر فرانسه تولید شده‌است. طراحی آن خودروهای موتور جلو-محور عقب بوده است.
موتور آن ۲۱۲۰ سی‌سی سیستم جعبه‌دندهٔ آن ۳ دنده به صورت دستی است.